# Gotha Go 244
Gotha Go 244, tyskt transportflygplan från andra världskriget.
Go 244 var en vidareutveckling av glidflygplanet Gotha Go 242 där man helt enkelt monterat motorer på vingarna och ersatt landningsskidorna med hjul. Motortyperna man använde varierade mellan lågpresterande tyska motorer (BMW 132Z), tillvaratagna sovjetiska (Sjvetsov M-25A) och franska motorer (de franska föredrogs). 233 plan tillverkades totalt varav 192 var rena ombyggnationer av redan befintliga Go 242:or. Alla 5 varianter som förekom hos gildvarianten återfinns även hos den motoriserade varianten. När Go 244 kom ut på förband i mars 1942 visade det sig snart att de var lätta byten för de allierades jaktflyg varför de i november 1942 drogs tillbaka från aktiv tjänst för att i stället användas i utbildningssyften.

## Varianter
- Go 244
- Go 244B-1, transportvariant med torsionsstavstötdämpare
- Go 244B-2, transportvariant med bredare utrymme mellan landningshjulen och oljestötdämpare. Kunde transportera 23 soldater
- Go 244B-3, fallskärmsjägarvariant av B-1
- Go 244B-4, fallskärmsjägarvariant av B-2
- Go 244B-5, dubbla kontroller och balansroder